# 顏季明
顏季明（8世纪?—756年），雍州京兆郡萬年縣（今陕西省西安市），祖籍琅邪郡临沂县（今山东省临沂市）。顏杲卿之子，顏泉明之弟。安史之亂時，被安禄山处死，追贈贊善大夫。

## 簡介
天寶十四載（755年），安史之亂時，父亲顏杲卿為常山郡（河北正定縣西南）太守，季明隨之。天寶十五載（756年），安祿山圍常山，俘虜顏季明，藉此逼迫顏杲卿投降，但顏杲卿不肯屈服，還大罵祿山，季明被斬。城破後，杲卿被押赴洛阳，见到安禄山。颜杲卿瞋目怒骂，亦被处死。
乾元元年（758年），季明堂叔顏真卿，遣人至河北尋得顏季明首級而祭之，泣作《祭侄稿》，號稱「天下第二行書字帖」，僅次於王羲之《蘭亭序》。王羲之《蘭亭序》、顏真卿《祭侄稿》、蘇東坡《寒食帖》合稱「天下三大行書字帖」。